# Rossocoleus putativus
Rossocoleus putativus is een keversoort uit de familie Schizocoleidae. De wetenschappelijke naam van de soort is voor het eerst geldig gepubliceerd in 1986 door Lin Qibin.